# Acanthopeltastes hyalinipennis
Acanthopeltastes hyalinipennis är en tvåvingeart som beskrevs av Günther Enderlein 1911. Acanthopeltastes hyalinipennis ingår i släktet Acanthopeltastes och familjen fritflugor. Inga underarter finns listade i Catalogue of Life.